# Moljk
Moljk je priimek več znanih Slovencev:
- Anton Moljk (1916—1998), fizik, univ. profesor
- Fanči Moljk (*1943), pedagoginja, novinarka, pobudnica Sovretove poti (2004)
- Miroslav Moljk (1971—1991), pripadnik TO Slovenije, žrtev osamosvojitvne vojne
- Valter Moljk, športnik atlet - veteran